# Colonna (rione de Roma)

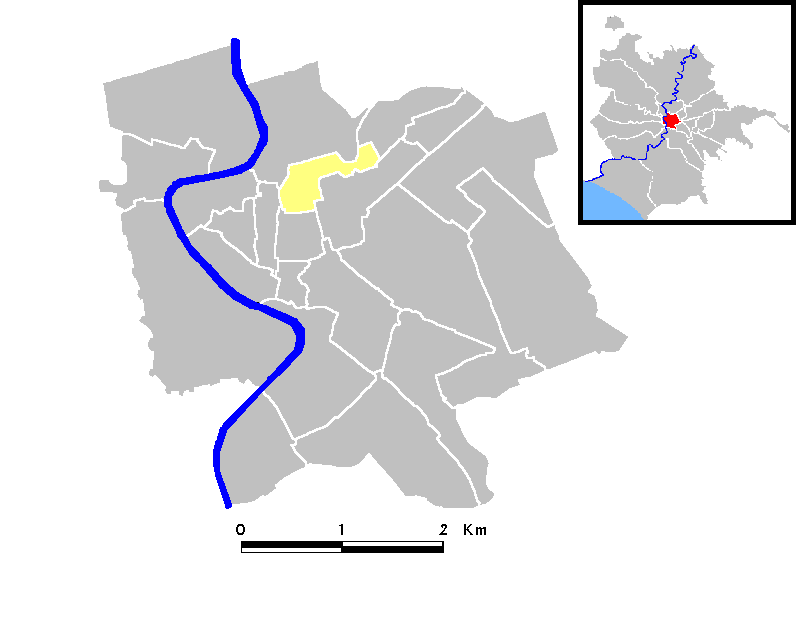
Mapa do Rione III - Colonna.

Colonna é um dos vinte e dois riones de Roma, oficialmente numerado como Rione III, localizado no Municipio I. Seu nome é uma referência à Coluna de Marco Aurélio na Piazza Colonna, a principal do rione. Atualmente, cobre uma área de 0,2689 km2 e, em 2011, tinha 2 547 habitantes. O rione alcança, de um lado, o monte Píncio.

## História

Antigo brasão de Colonna: três azures num fundo prateado. Atualmente é uma coluna de prata, representando a Coluna de Marco Aurélio, num fundo vermelho.

Durante a breve república do século XVIII, o rione reunia o monte também e era chamado de Píncio ao invés de Colonna.

## Vias e monumentos
- Fontana di piazza Colonna
- Fontana di piazza della Rotonda
- Obelisco de Montecitório
- Piazza Colonna
- Piazza della Rotonda
- Piazza di Montecitorio
- Piazza del Parlamento
- Piazza di Pietra
- Piazza di San Silvestro
- Via del Corso
- Via Lata
- Via Sistina
- Via del Tritone

### Antiguidades romanas
- Coluna de Marco Aurélio
- Templo de Adriano (atualmente o edifício da Bolsa de Roma)
- Templo de Matídia
- Templo do Sol Invicto

## Edifícios

### Palácios
- Albergo del Sole al Pantheon
- Albergo del Sud (Via Capo le Case, 56)
- Casa dei Signori della Missione
- Casa degli Agostiniani di S.Maria del Popolo
- Casa di Busiri Vici (Via del Pozzetto)
- Casa della Missione
- Casa Vaca
- Palazzo della Banca Commerciale Italiana, construído no local do Palazzo Lanci Bonaccorsi, demolido.
- Palazzo Bernini
- Palazzo Capranica, onde está o Teatro Capranica
- Palazzo Cecchini Lavaggi Guglielmi
- Palazzo Chauvet
- Palazzo Chigi
- Palazzo del Cinque a Montecitorio
- Palazzo Ferrajoli
- Palazzo Ferri Orsini
- Palazzetto Ferri Orsini
- Palazzo Ferrini
- Palazzo Gabrielli-Borromeo (sede do Seminário Romano)
- Palazzo La Rinascente 1920
- Palazzo Macchi di Cellere
- Palazzo Marignoli
- Palazzo Menchetti (Via del Pozzeto, 108)
- Palazzo Montecitorio
- Palazzo Peretti Ottoboni Fiano
- Palazzo Perucchi
- Palazzo delle Poste a Piazza di San Silvestro
- Palazzo di Propaganda Fide
- Palazzo Raggi (Via del Corso, 173)
- Palazzo Rossini (Via Sistina, 138)
- Palazzo Serlupi Crescenzi
- Palazzo di Spagna
- Palazzo Valdés
- Palazzo Verospi (Palazzo del Credito Italiano)
- Palazzo della Vignaccia (demolido)
- Palazzo Toni
- Palazzo Wedekind, o antigo Palazzo del Vicegerente

### Outros edifícios
- Caffè Aragno
- Collegio dei Bergamaschi
- Collegio Nazareno
- Convento dei Chierici Minori
- Convento dei Dominicani
- Convento dei Ministri degli Infermi
- Gagosian Gallery
- Galleria Alberto Sordi (antiga Galleria Colonna), construída no local do Palazzo Piombino (demolido)
- Galleria d'arte moderna di Roma Capitale
- Sala Umberto (Via della Mercede, 50)
- Salone Margherita
- Teatro Florida
- Teatro Sistina
- Teatro Sala Umberto

### Igrejas
- Immacolata Concezione di Nostra Signora di Lourdes a Via Sistina
- Sant'Agnese del Collegio Capranica
- Sant'Andrea delle Fratte
- Santi Bartolomeo e Alessandro dei Bergamaschi
- Cappella dei Re Magi
- San Giuseppe a Capo le Case
- Santi Ildefonso e Tommaso da Villanova
- San Lorenzo in Lucina
- San Macuto
- Santa Maria in Aquiro
- Santa Maria Maddalena
- Santa Maria Odigitria al Tritone (Santa Maria d'Itria)
- San Silvestro in Capite

Igrejas demolidas
- Sant'Andrea della Colonna
- Santi Andrea e Francesco da Paola delle Fratte
- San Biagio de Hortis
- Santa Croce a Montecitorio
- Santa Francesca Romana a Strada Felice
- San Giovanni in Capite‎ (Santa Maria in San Giovannino)
- Madonna della Carità del Letterato‎
- Santa Maria Maddalena delle Convertite‎ (Santa Lucia della Colonna)
- Santo Stefano del Trullo
- Santissima Trinità della Missione

Templos não-católicos
- Chiesa evangelica battista in piazza San Lorenzo in Lucina